# Eupithecia alberta
Eupithecia alberta là một loài bướm đêm trong họ Geometridae.